# ヴォルフラムス＝エッシェンバッハ
ヴォルフラムス＝エッシェンバッハ (ドイツ語: Wolframs-Eschenbach) は、ドイツ連邦共和国バイエルン州ミッテルフランケンのアンスバッハ郡に属す郡所属市で、ヴォルフラムス＝エッシェンバッハ行政共同体の本部所在地。

## 地理

### 位置
この市は、古城街道沿いのフランケン湖水地方に位置する。

### 隣接する市町村
- ミッテルエッシェンバッハ
- メルケンドルフ
- ハウンドルフ
- リヒテナウ
- ヴィンツバッハ
- ノイエンデッテルザウ
- ムール・アム・ゼー

### 市の構成
本市は、公式には10の地区 (Ort) からなる。このうち小集落や孤立農場などを除く集落を以下に列記する。
- アーデルマンスドルフ
- ビーダーバッハ
- ロイテルン
- ゼルゲンシュタット
- ヴァイツェンドルフ
- ヴォルフラムス＝エッシェンバッハ

## 歴史

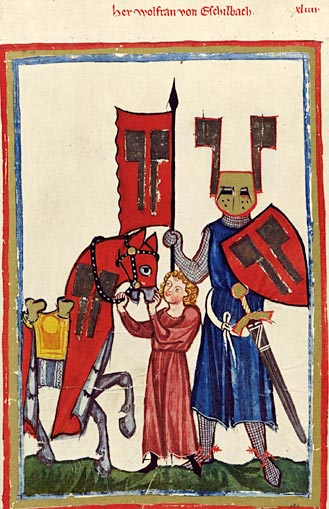
マネッセ写本に描かれたヴォルフラム・フォン・エッシェンバッハ

1210年と1220年の間に作成された文書には、ヴェルトハイム伯家（Grafen von Wertheim）はエッシェンバッハ小教区（Pfarrei Eschenbach）をドイツ騎士団（Deutschorden）に寄贈したと記されている。この時から、ドイツ騎士団は、エッシェンバッハの歴史に少なからぬ役割を演ずることとなる。この騎士団は、およそ600年以上もの間、この街を支配した。エッシェンバッハは、重要な交易路沿いに位置し、交易の場として、俗世の、あるいは宗教上の中心地となった。皇帝ルートヴィヒ4世は、1332年12月18日に、この街に都市権を授けた。
1809年にドイツ騎士団は、ナポレオン1世の命令により消滅するが、騎士修道会管区が解消された1806年にはすでに、バイエルン王国がアムト・エッシェンバッハを設けている。
1917年、中世の詩人ヴォルフラム・フォン・エッシェンバッハの故郷をこの地と同定する見解が大方の賛同を得たことを受けて、バイエルン王ルートヴィヒ3世の命により、この市は「エッシェンバッハ」から「ヴォルフラムス＝エッシェンバッハ」へと改名された。現在この小さな町には、バイエルン国王マクシミリアン2世 (König Maximilian II. von Bayern)によって建立されたヴォルフラムの立像（1861年5月1日除幕）と1995年に開館した記念の博物館 Museum Wolfram von Eschenbach が存在する。

## 行政

### 市議会
ヴォルフラムス＝エッシェンバッハの市議会は14議席からなる。

### 友好都市
- ツェプリッツ （ドイツ、ザクセン州ミットレラー・エルツゲビルク郡）
- シュレッタウ （ドイツ、ザクセン州アンナベルク郡）
- ドンズナック （フランス、コレーズ県）

## 文化と見所

### 博物館
- ヴォルフラム・フォン・エッシェンバッハ博物館

### 建造物
- この中世都市は、街に出入りするための2つの大きな門塔（上の市門、下の市門）を備えた防御施設（市壁）によって完全に取り囲まれている。この他にまったく門のない南側には火薬庫と牢獄が遺っている。
- カトリックの教区教会でヴォルフラム・フォン・エッシェンバッハの廟がある聖母聖堂は1220年から1300年の間にドイツ騎士団によりホール式教会として建設された。
- ドイツ騎士団の城
- 旧代官所
- 旧ラートハウス（市庁舎）

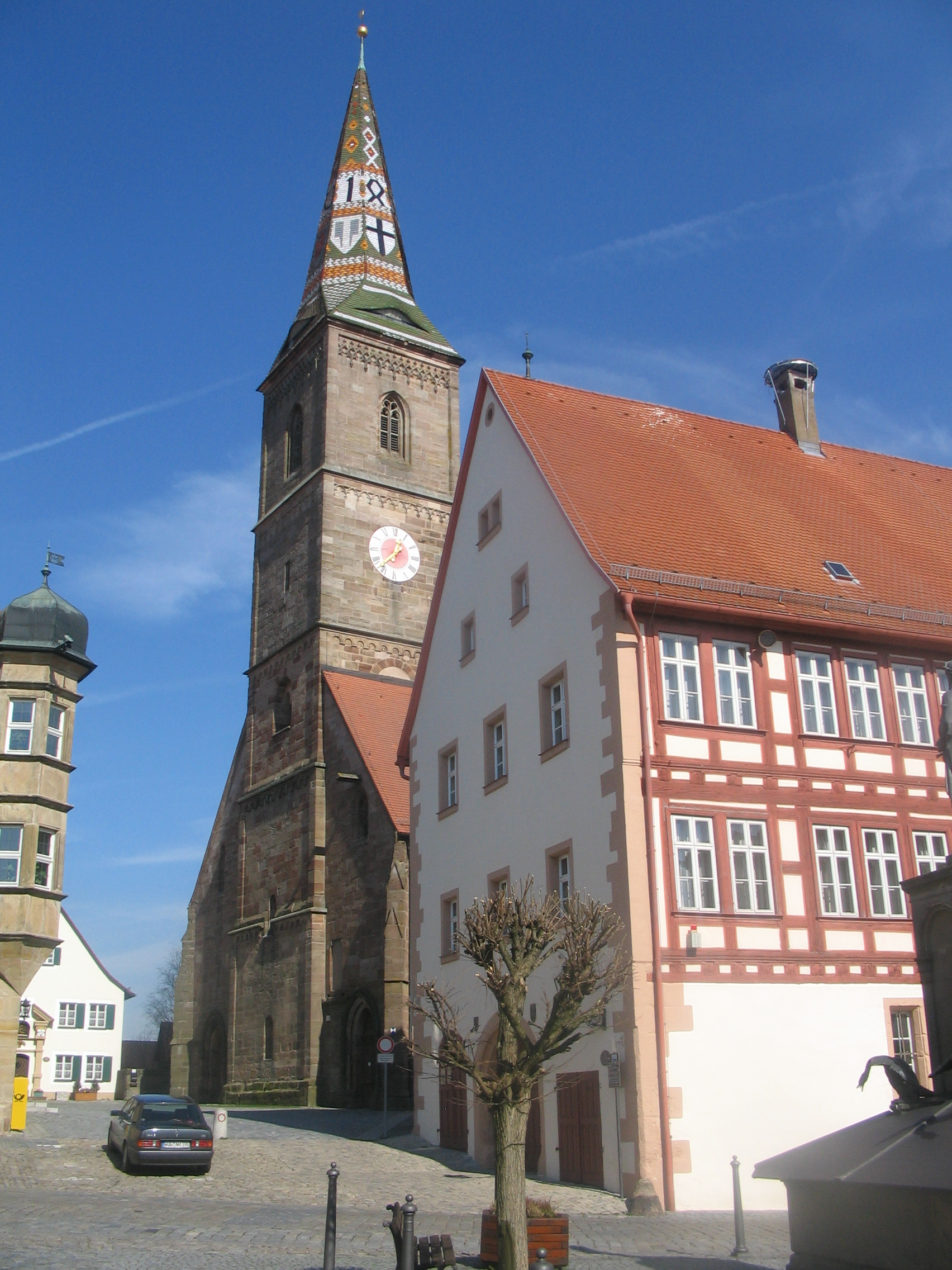
聖母聖堂
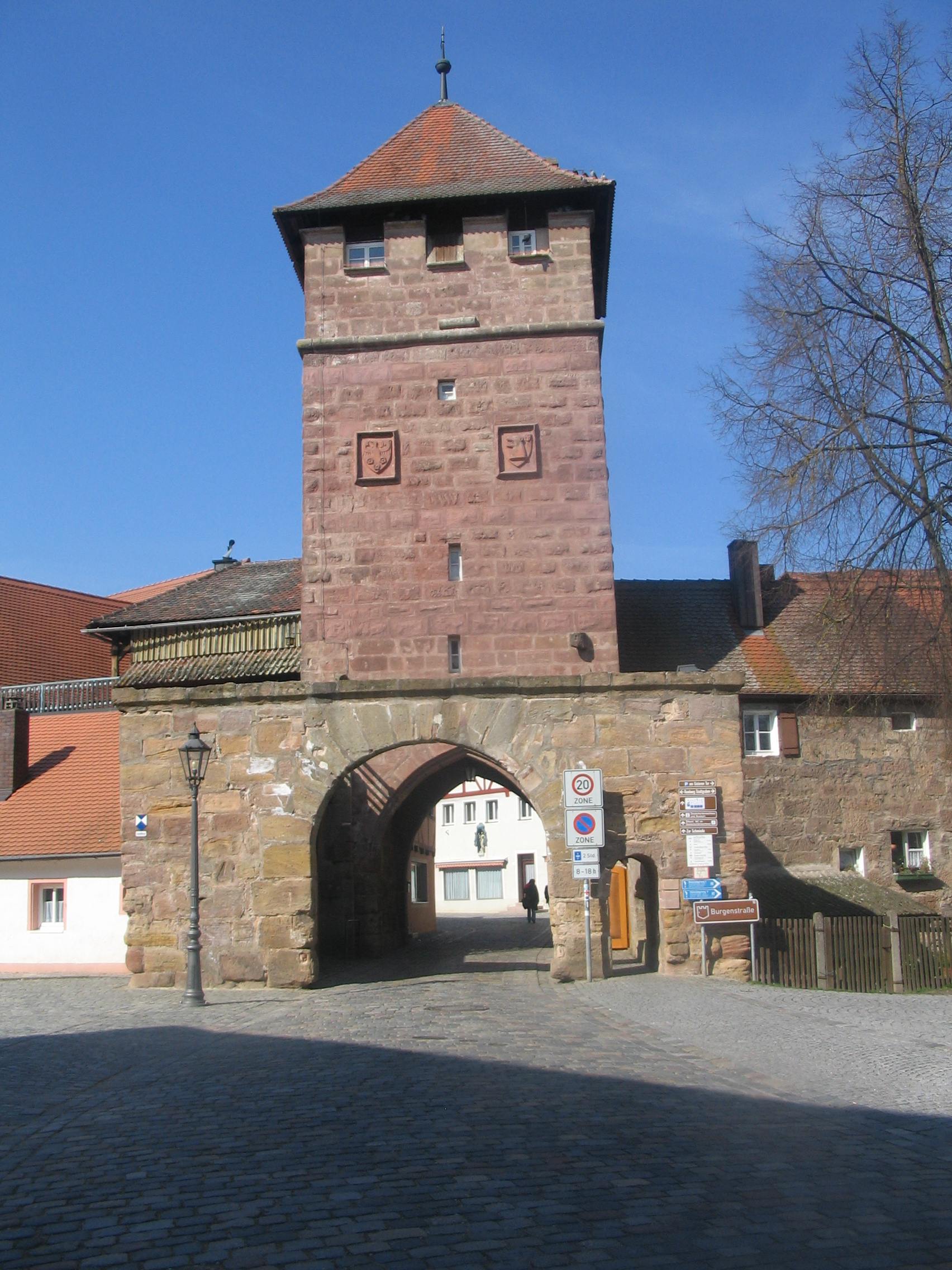
下の門
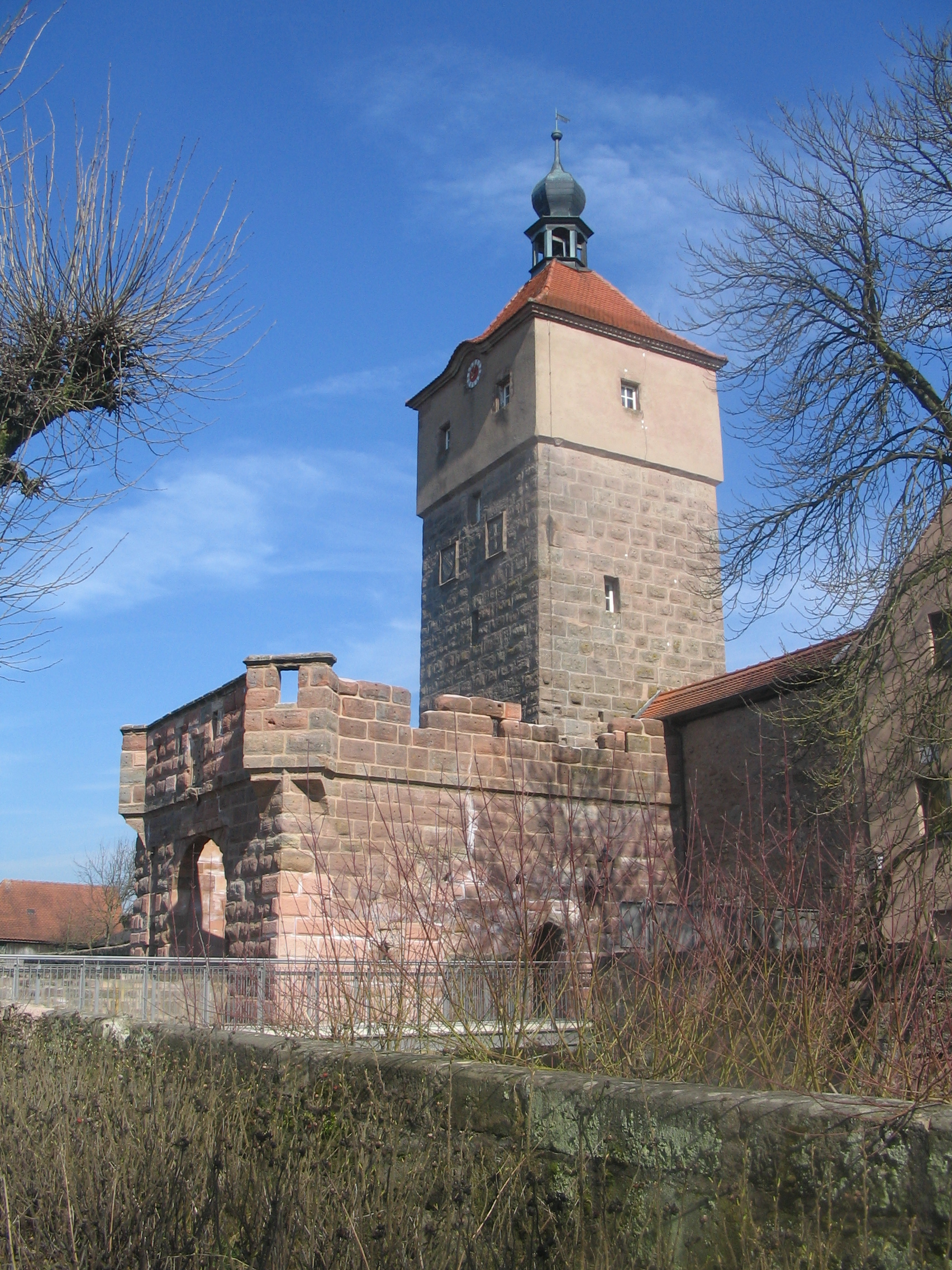
上の門
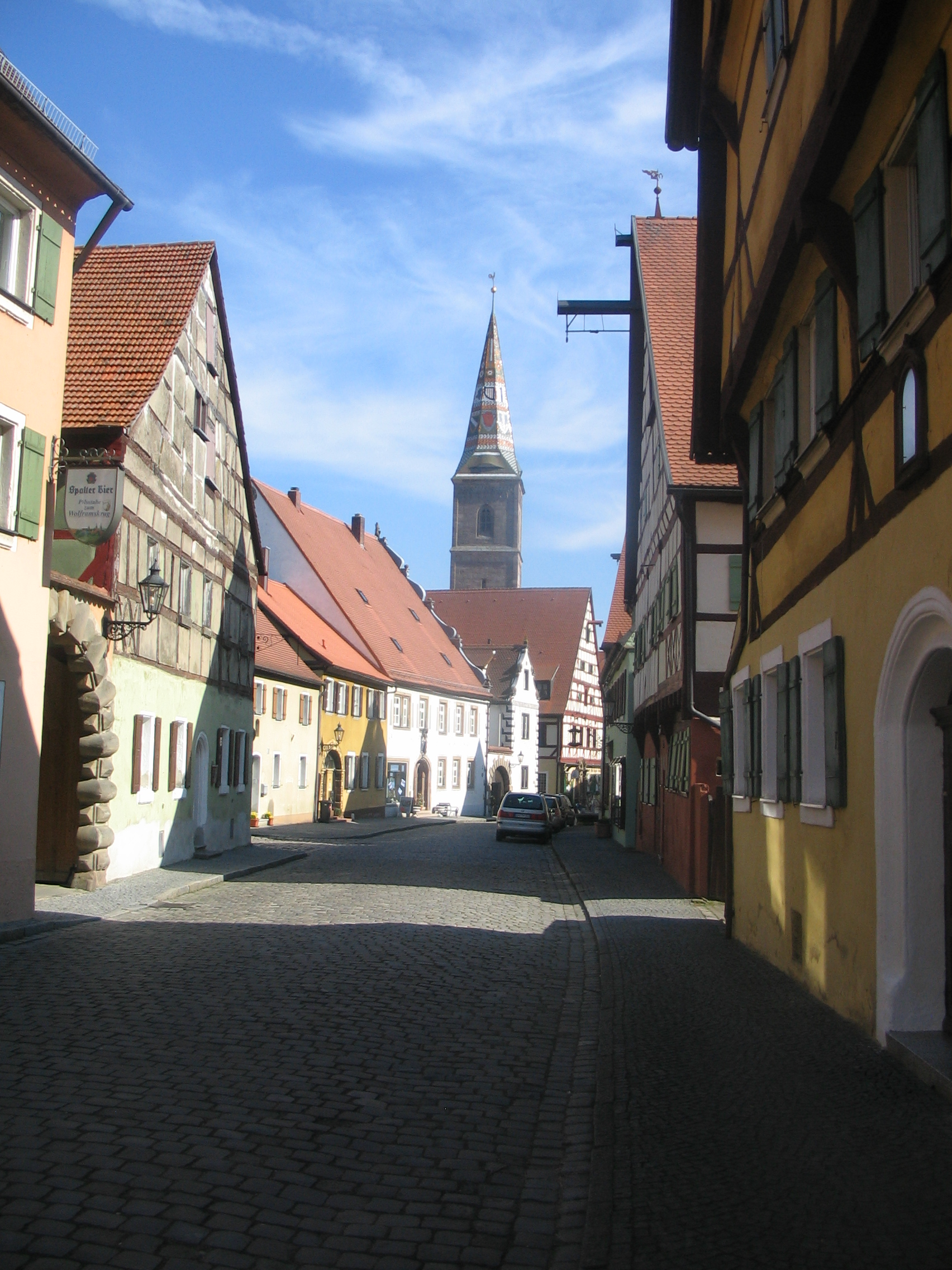
メインストリート

### 映画の舞台としてのヴォルフラムス＝エッシェンバッハ
ヴォルフラムス＝エッシェンバッハは、ゲルト・フレーベ、ヨゼフ・マインラート、ライナー・バセドウ、リナ・カルステンス出演の1974年の子供向け映画『大どろぼうホッツェンプロッツ』("Der Räuber Hotzenplotz")の舞台になっている。監督のグスタフ・エームックは、タイトルロールの中で、この村の住民を出演者としてクレジットしており、『エッシェンバッハ』は、その名を明記して言及されている。

### 年中行事
- ミッテルフランケン郡市連合の文化賞授賞式が毎年開催される。
- 1月/2月: カーニバルの仮装行列
- 7月: 旧市街祭
- 8月第1日曜日: 大どろぼうホッツェンプロッツ祭
- 8月第3日曜日: 教会祭
- 12月: Sternlesmarkt

## 人物

### 出身者
- ヴォルフラム・フォン・エッシェンバッハ（ 1160年/1180年頃 - 1220年頃またはそれ以降）は、中世ドイツの詩人にしてミンネゼンガー。中世ドイツ文学の最も重要な叙事的作品、聖杯探求騎士物語『パルチヴァール』（または『パルツィヴァール（ドイツ語版、英語版）』）が彼の最もよく知られた作品であり、その影響は今日の作家にも及んでいる。

## 引用
1. ↑  https://www.statistikdaten.bayern.de/genesis/online?operation=result&code=12411-003r&leerzeilen=false&language=de Genesis-Online-Datenbank des Bayerischen Landesamtes für Statistik Tabelle 12411-003r Fortschreibung des Bevölkerungsstandes: Gemeinden, Stichtag (Einwohnerzahlen auf Grundlage des Zensus 2011)
2. ↑  Bayerische Landesbibliothek Online
3. ↑   J(ohann) B(aptist) Kurz: Wolframs Eschenbach, S.-A. a. d. 62. Jahresbericht d. Histor. Vereins f. Mittelfranken 1919, S. 9.
4. ↑  (J(ohann) B(aptist) Kurz: Wolframs Eschenbach, S.-A. a. d. 62. Jahresbericht d. Histor. Vereins f. Mittelfranken 1919.S.16. - Hartmut Kugler, Lokale und regionale Wolfram-Verehrung. In: Joachim Heinzle (Hrsg.): Wolfram von Eschenbach. Ein Handbuch. Bd. 1, De Gruyter, Berlin/Boston 2011 (ISBN 978-3-11-019053-3; e-ISBN 978-3-11-022719-2), S. 816-834, bes. S. 825-826.
5. ↑  Hartmut Kugler, Lokale und regionale Wolfram-Verehrung. In: Joachim Heinzle (Hrsg.): Wolfram von Eschenbach. Ein Handbuch. Bd. 1, De Gruyter, Berlin/Boston 2011 (ISBN 978-3-11-019053-3; e-ISBN 978-3-11-022719-2), S. 823-824 und S. 827-828.